# Epilobium willisii
Epilobium willisii là một loài thực vật có hoa trong họ Anh thảo chiều. Loài này được P.H.Raven & Engelhorn mô tả khoa học đầu tiên năm 1971.